# البو
اِلبو (به انگلیسی: Elbow)، گروهِ آلترنتیو راکِ بریتانیایی، در سال ۱۹۹۷ در رمزباتم، حومهٔ شهر بری، در نزدیکی منچستر شکل گرفت.
آلبوم چهارم این گروه، بچهٔ به‌ندرت دیده‌شده، که در سال ۲۰۰۸ منتشر شد، توانست ردهٔ پنجم را در جدول موسیقی آلبوم‌های بریتانیا به‌دست آورد و برندهٔ جایزه مرکوری سال ۲۰۰۸ شود.
البو همچنین در سال ۲۰۰۹ جایزه بریت را برای بهترین گروه موسیقی بریتانیایی به خود اختصاص داد.